# 산바가와촌
산바가와촌(일본어: 三波川村)은 일본 군마현 다노군에 설치되었던 촌이다.

## 참고 문헌
- 角川日本地名大辞典編纂委員会, 『角川日本地名大辞典 10 群馬県』1988, 角川書店